# Biandrate
Biandrate (Biandraa in dialetto locale e Biandrà in piemontese) è un comune italiano di 1 347 abitanti della provincia di Novara in Piemonte.

## Storia

Gli statuti di Biandrate (Statuta insignis Oppidi Blanderati et ejus comitatus, videlicet Casalis Beltrami, Vicilongi et pertinentiarum), 1740

### Simboli
Lo stemma è stato riconosciuto con decreto del Capo del Governo del 18 agosto 1928.
Nello stemma è raffigurato, in campo di rosso, un cavaliere armato di tutto punto d'argento al galoppo, accompagnato in capo da tre stelle di cinque raggi d'oro, ordinate in fascia. Il gonfalone è un drappo di rosso.

## Monumenti e luoghi d'interesse

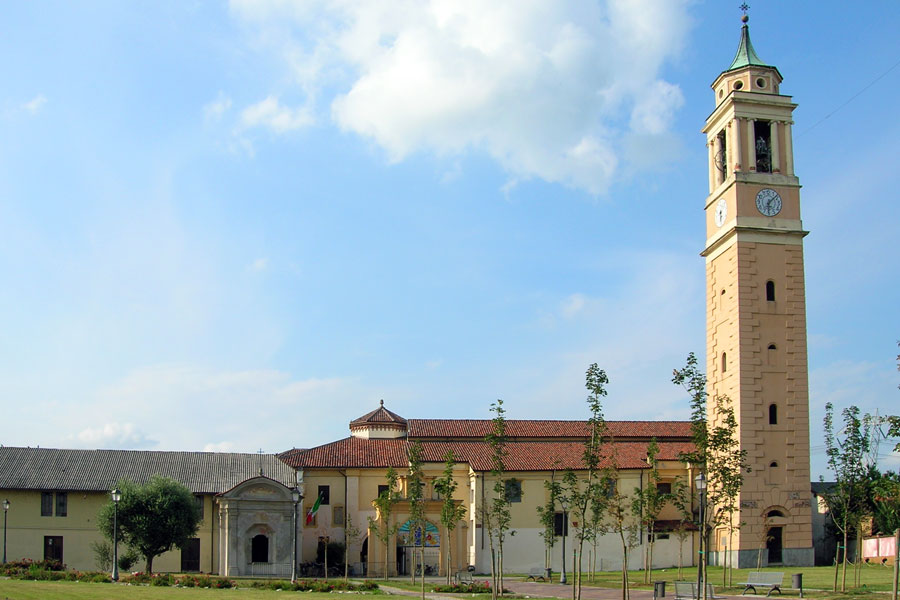
La chiesa parrocchiale di San Colombano

### Architetture religiose
- Chiesa parrocchiale di San Colombano, dedicata al santo missionario irlandese[5].
- Chiesa di Santa Caterina (XVIII secolo)
- Santuario della Madonna della Preiera (XVIII secolo)

### Architetture civili
- Palazzo Comunale (XVIII secolo)
- Resti del Castello di Biandrate (XI secolo)[6]

## Società
Polo logistico Esselunga.
A Biandrate è presente anche una delle 10 sedi regionali della società Lidl Italia.

### Evoluzione demografica
Abitanti censiti

## Infrastrutture e trasporti
Fra il 1884 e il 1933 Biandate era servita da una stazione tranviaria che fungeva da località di diramazione fra la tranvia Vercelli-Biandrate-Fara e la linea per Novara.

## Amministrazione
Di seguito è presentata una tabella relativa alle amministrazioni che si sono succedute in questo comune.
| Periodo         | Periodo        | Primo cittadino      | Partito              | Carica              | Note  |
| --------------- | -------------- | -------------------- | -------------------- | ------------------- | ----- |
| 18 gennaio 1988 | 24 maggio 1990 | Luciano Pigat        | Democrazia Cristiana | Sindaco             | [ 8 ] |
| 24 maggio 1990  | 24 aprile 1995 | Luciano Pigat        | Democrazia Cristiana | Sindaco             | [ 8 ] |
| 24 aprile 1995  | 14 giugno 1999 | Luca Fabrizio De Feo | centro-destra        | Sindaco             | [ 8 ] |
| 14 giugno 1999  | 14 giugno 2004 | Luca Fabrizio De Feo | centro-destra        | Sindaco             | [ 8 ] |
| 14 giugno 2004  | 8 giugno 2009  | Alessandra Zanaria   | lista civica         | Sindaco             | [ 8 ] |
| 8 giugno 2009   | 10 giugno 2011 | Edoarda Trevisan     | lista civica         | Sindaco             | [ 8 ] |
| 10 giugno 2011  | 7 maggio 2012  | Patrizia Bianchetto  |                      | Comm. straordinario | [ 8 ] |
| 7 maggio 2012   | in carica      | Luciano Pigat        | lista civica         | Sindaco             | [ 8 ] |